# Jan III Sobieski (papierosy)

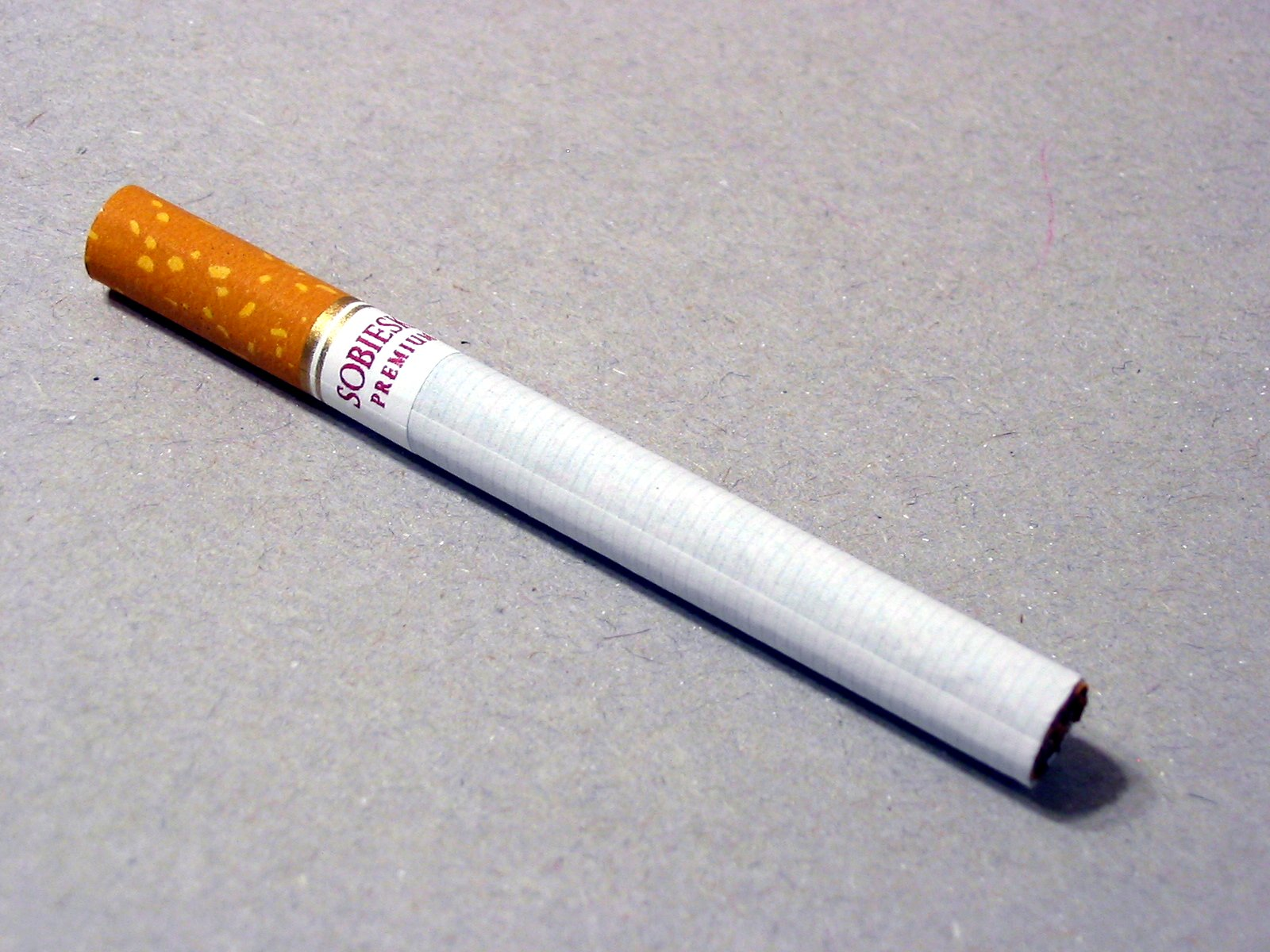
Papieros marki Jan III Sobieski

Jan III Sobieski – polska marka papierosów wprowadzona na rynek w marcu 1994 roku, która nazwę zawdzięcza nazwisku XVII-wiecznego króla Polski. Właścicielem marki jest British American Tobacco.

## Wniosek o rejestrację znaku towarowego
W czerwcu 1995 BAT złożył wniosek o rejestrację znaku towarowego „Jan III Sobieski”, gdzie ściśle został określony zestaw słów, elementy graficzne, a także czcionka i kolorystyka. Uzyskanie przez firmę prawa do znaku towarowego nie było łatwe, ponieważ wtedy Urząd Patentowy prowadził stosunkowo twardą politykę i opornie rejestrował znaki wykorzystujące popularne nazwiska historyczne. W przypadku króla Jana III Sobieskiego uznano, że jego użycie jako marki wyrobów tytoniowych „naruszyłoby normy moralne, szacunek dla tradycji narodowej osoby zmarłego króla i stanowiło deprecjację wartości i autorytetów”. Dopiero po rewizji nadzwyczajnej prezesa UP nazwisko króla Jana III zostało przez urząd zarejestrowane. Wszystkie trzy wersje, zarejestrowane przez Urząd Patentowy i chronione od czerwca 1995 roku, zawierają słowa „Jan III Sobieski”.

## Rozwój marki
Kiedy koncern BAT rozpoczął produkcję papierosów „Jan III Sobieski”, stały się one jednym z kluczowych wyrobów zagranicznego właściciela. Marka stała się ewenementem w skali światowej, gdyż w ciągu kilku miesięcy zdobyła ona bardzo duży udział w rynku, co przełożyło się na szybki awans w polskich statystykach dotyczących produkcji papierosów. W 2000 roku papierosy „Jan III Sobieski” były jednymi z najpopularniejszych marek tytoniowych w Polsce. W klasie King Size produkt był wówczas niekwestionowanym liderem. Do „Sobieskiego” należało wtedy 8% polskiego rynku papierosowego.

## Kontrowersje prawne
W połowie lat 90. międzynarodowy koncern tytoniowy British American Tobacco wprowadził na rynek Polski nową markę papierosów, która z powodzeniem trafiła na polski rynek. Jednak cztery lata po powstaniu marki papierosów do sklepów trafiła wódka nosząca tę samą nazwę, gdzie widoczne na etykiecie logo było łudząco podobne do tego, które widniało na opakowaniach produktów tytoniowych koncernu BAT. Należąca do francuskiej grupy kapitałowej Belvedere S.A. marka mocnych trunków powtórzyła sukces rynkowy, korzystając z renomy wypracowanej przez papierosy. Pod koniec lat 90. spółka Belvedere Dystrybucja wprowadziła także do sprzedaży wodę mineralną „Jan III Sobieski”, jednocześnie rozpoczynając kampanię reklamową nowego produktu. Jednak główną rolę w zaistniałym konflikcie między potentatami na rynku tytoniowym i alkoholowym odgrywała wódka.
Za firmą Belvedere opowiedziały się komisje zakładowe NSZZ „Solidarność” działające w wytwarzających napój „Jan III Sobieski” sieradzkim Polmosie oraz warszawskim Koneserze. Tytoniowy holding BAT poparło z kolei Stowarzyszenie Wytwórców Produktów Markowych „Pro Marka”, działające na rzecz budowania, promowania i ochrony znaku towarowego. Polski Urząd Patentowy uznał jednak, że używanie tej samej nazwy dla produktów dwóch branż może budzić skojarzenia, że marka „Jan III Sobieski” należy do jednego właściciela, przez co urząd nie przyjął wystąpienia producenta wódki o wpisanie do rejestru tej nazwy dla produktu alkoholowego.

## Znaki towarowe
Znaki towarowe „Jan III Sobieski” należące do koncernu BAT:
- Lights
- Menthol Lights
- Super Lights
- King Size